# Віллі Каннінгем (шотландський футболіст)
Ві́ллі Ка́ннінгем (англ. Willie Cunningham, нар. 22 лютого 1925, Ковденбіт — пом. 15 листопада 2000, Престон) — шотландський футболіст, що грав на позиції захисника. По завершенні ігрової кар'єри — футбольний тренер.
Більшу частину кар'єри провів у англійському клубі «Престон Норт-Енд», а також виступав за національну збірну Шотландії.

## Клубна кар'єра
У дорослому футболі дебютував 1946 року виступами за «Данфермлін Атлетік», в якому провів один сезон, взявши участь лише у 3 матчах чемпіонату.
Протягом 1946–1949 років захищав кольори клубу «Ейрдріоніанс».
Своєю грою за останню команду привернув увагу представників тренерського штабу англійського клубу «Престон Норт-Енд», до складу якого приєднався 28 червня 1949 року за 5 тис. фунтів. У сезоні 1950/51 Каннінгем допоміг команді виграти Другий дивізіон і повернутись до «еліти», де протягом десяти сезонів клуб разом з Віллі двічі ставав віцечемпіоном Англії (1952/53, 1957/58), а також 1954 року дійшов до фіналу Кубка Англії, де Каннінгем відіграв увесь матч, а «Престон» поступився 2:3 «Вест Бромвіч Альбіону».  За підсумками сезону 1960/61 команда зайняла останнє 22 місце і покинула Перший дивізіон, проте Віллі продовжив виступи в команді і надалі, провівши ще два роки у Другому дивізіоні. Всього Каннінгем відіграв за команду з Престона чотирнадцять сезонів своєї ігрової кар'єри. Більшість часу, проведеного у складі «Престон Норт-Енд», був основним гравцем захисту команди.
Завершив професійну ігрову кар'єру у клубі «Саутпорт» з Четвертого дивізіону, де працював граючим тренером до 1965 року. Досвід тренерської роботи обмежився цим клубом.

## Виступи за збірну
5 травня 1954 року дебютував в офіційних матчах у складі національної збірної Шотландії в товариській грі проти збірної Норвегії (1:0). Того ж року у складі збірної в статусі капітану був учасником чемпіонату світу у Швейцарії. На турнірі Віллі зіграв в обох матчах, проте шотландці провалили «мундіаль», програвши ігри з сумарним рахунком 0:8 і посіли останнє місце в групі.
Протягом кар'єри в національній команді, яка тривала всього 2 роки, провів у формі головної команди країни 8 матчів.

## Подальші роки
Помер 15 листопада 2000 року на 76-му році життя в місті Престон.

## Досягнення
- Віцечемпіон Англії: 1952/53, 1957/58
- Фіналіст Кубка Англії : 1953/54
- Переможець Другого дивізіону Футбольної ліги: 1950/51